# Эстудиантес де Каракас
«Эстудиа́нтес де Кара́кас» (исп. Estudiantes de Caracas Sport Club) — венесуэльский футбольный клуб из столицы страны Каракаса.

## История
«Эстудиантес де Каракас» фактически был образован в 2010 году как любительский клуб. Команда выступала в низших лигах страны и города Каракаса. В июле 2014 года руководство «Эстудиантеса» выкупило место ФК «Гуатире» во Втором дивизионе, после чего объявило о профессионализации клуба. 10 августа 2014 года «Эстудиантес де Каракас» дебютировал во Втором профессиональном дивизионе Венесуэлы на крупнейшем стадионе страны — «Монументале де Матурин» — и одержал победу со счётом 1:0 над местным «Монагасом». В результате новички выиграли свою группу, а затем заняли второе место в финальной группе, по разнице мячей опередив «Яракуянос» и вырвав в последнем туре путёвку в Высший дивизион благодаря крупной победе над аутсайдером (6:0).
В Примере «Эстудиантес де Каракас» провёл два (фактически — полтора) сезона. В переходном чемпионате 2015 года столичная команда заняла 10-е место из 20 участников. В 2016 году «студенты» были последними и вылетели во Второй дивизион. Однако в том же году «Эстудиантес де Каракас» впервые в своей истории сумел дойти до финала Кубка Венесуэлы. «Эстудиантес» уступил в по сумме двух матчей «Сулии» (0:0, 0:2). Благодаря тому, что «Сулия» в том же сезоне вышла в финал чемпионата страны, на правах вице-чемпиона эта команда отправилась в Кубок Либертадорес 2017. А место «Сулии» в Южноамериканском кубке 2017 перешло финалисту Кубка Венесуэлы — «Эстудиантесу».
Таким образом, в 2017 году «Эстудиантес де Каракас» стал первым венесуэльским клубом, выступающем во Втором дивизионе, который стал представителем страны в международном турнире. На Первом этапе ЮАК-2017 «Эстудиантес» дома проиграл парагвайской «Соль де Америке» 2:3, а в ответной игре потерпел разгромное поражение 1:7. По итогам 2017 года «Эстудиантес» занял второе место во Втором дивизионе и вышел в элиту чемпионата Венесуэлы.

## Достижения
- Участник Примеры Венесуэлы: 2015 (переходный), 2016, с 2018
- Финалист Кубка Венесуэлы (1): 2016
- Участник Южноамериканского кубка (1): 2017